# Re-Volt
Re-Volt är ett racingspel med inbördes tävlande radiostyrda leksaksbilar som har maxhastigheter mellan 45 och 70 kilometer i timmen. Spelet utvecklades av datorspelsutvecklaren Iguana Entertainment och utgavs år 1999 av Acclaim Entertainment till flera plattformar, däribland Microsoft Windows.

## Om spelet
Re-Volt är ett bilspel där man väljer och styr olika radiobilar med olika namn, på olika tävlingsbanor (som ofta visar hur små radiobilarna är i jämförelse till verklighetens miljöer). Förutom enkla lopp finns bland annat ett turneringsläge som vid avklarandet låser upp nya bilar. I spelet ingår en baneditor där möjlighet finns att bygga egna, lite enklare, tävlingsloppbanor.